# ألبرت كريفتشينكو
ألبرت كريفتشينكو (بالروسية: Альберт Аркадьевич Кривченко؛ 22 ديسمبر 1935 - 31 مايو 2021) شخصية سياسية روسية شغل منصب الحاكم الأول لأوبلاست أمور.

## السيرة الشخصية
ولد ألبرت كريفتشينكو في 22 ديسمبر 1935. عمل كصحفي وعمل مراسل تاس في أوبلاست أمور.
كان عضوًا في الحزب الشيوعي للاتحاد السوفيتي حتى يناير 1991. من عام 1990 إلى 1993 كان عضوًا في مؤتمر نواب الشعب الروسي، وعمل كعضو في لجنة المجلس الأعلى للإعلام، في العلاقات مع المنظمات والحركات العامة، ودراسة الرأي العام.
في 8 أكتوبر 1991 أصبح الحاكم الأول لأمور أوبلاست. في أبريل 1993 ترشح لانتخاب رئيس الإدارة الإقليمية لكنه خسر وحصل على 5.7٪ من الأصوات واحتل المركز الرابع.
كان عضوًا في حركة «روسيا الديمقراطية» ، وكان عضوًا في مجلس تنسيقها الإقليمي. منذ عام 1994 كان رئيس المجلس السياسي لمنظمة أمور الإقليمية التابعة لـ جمهورية الشرق الأقصى.
بعد حياته السياسية عاش كريفشينكو في قرية أمور في نوفينكا.